# پالارمین
پالارمین (به لاتین: Palmarin) یک منطقهٔ مسکونی در سنگال است که در فتئک واقع شده است. پالارمین ۶٬۶۹۸ نفر جمعیت دارد و ۱ متر بالاتر از سطح دریا واقع شده است.